# Weißes Moor (Wahrenholz)
Weißes Moor ist ein Ortsteil der Gemeinde Wahrenholz im Landkreis Gifhorn in Niedersachsen.

## Geschichte
Der Kreis Isenhagen erwarb 1923 vom preußischen Forstfiskus rund 400 Hektar Hochmoor im Weißen Moor, um es zu besiedeln. Von 1927 bis 1934 wurden 16 Siedlerstellen vergeben. Zunächst erfolgte die Beleuchtung der Siedlung mittels Petroleumlampen, die Kinder fuhren auf von Hunden gezogenen Loren zur Schule im knapp acht Kilometer entfernten Wahrenholz.
1932 wurde die Siedlung Weißes Moor von der Gemeinde Wahrenholz übernommen und noch im selben Jahr für die Siedlung eine gebrauchte Handdruckspritze erworben und ein Spritzenhaus erbaut. Von 1933 an wurden die Kinder in einem Raum im Dachgeschoss eines Siedlerhofes unterrichtet, bis 1937 der Bau des Schulhauses erfolgte. In ihm fanden bis zum Bau der Friedhofskapelle auch Gottesdienste und Trauungen statt.
Zunächst war Weißes Moor per Straße nur von Norden her erreichbar, die Straße nach Stüde wurde erst nach dem Zweiten Weltkrieg ausgebaut. 1946 wurde die Siedlung an das Stromnetz angeschlossen, 1966 folgte der Bau der Friedhofskapelle. Seit den 1970er Jahren führt der Elbe-Seitenkanal durch Weißes Moor, der hier eine Liegestelle für die Schifffahrt aufweist. Erst 1985 folgte der Anschluss der Siedlung an die zentrale Wasserversorgung.
Die einzige Gaststätte in Weißes Moor, die im ehemaligen Schulhaus eingerichtet wurde, schloss schon vor vielen Jahren. Einkaufsmöglichkeiten des täglichen Bedarfs gibt es keine im Ort. Postalisch gehört Weißes Moor zu Schönewörde. Wenige Kilometer südlich von Weißes Moor befindet sich das Naherholungsgebiet Bernsteinsee.

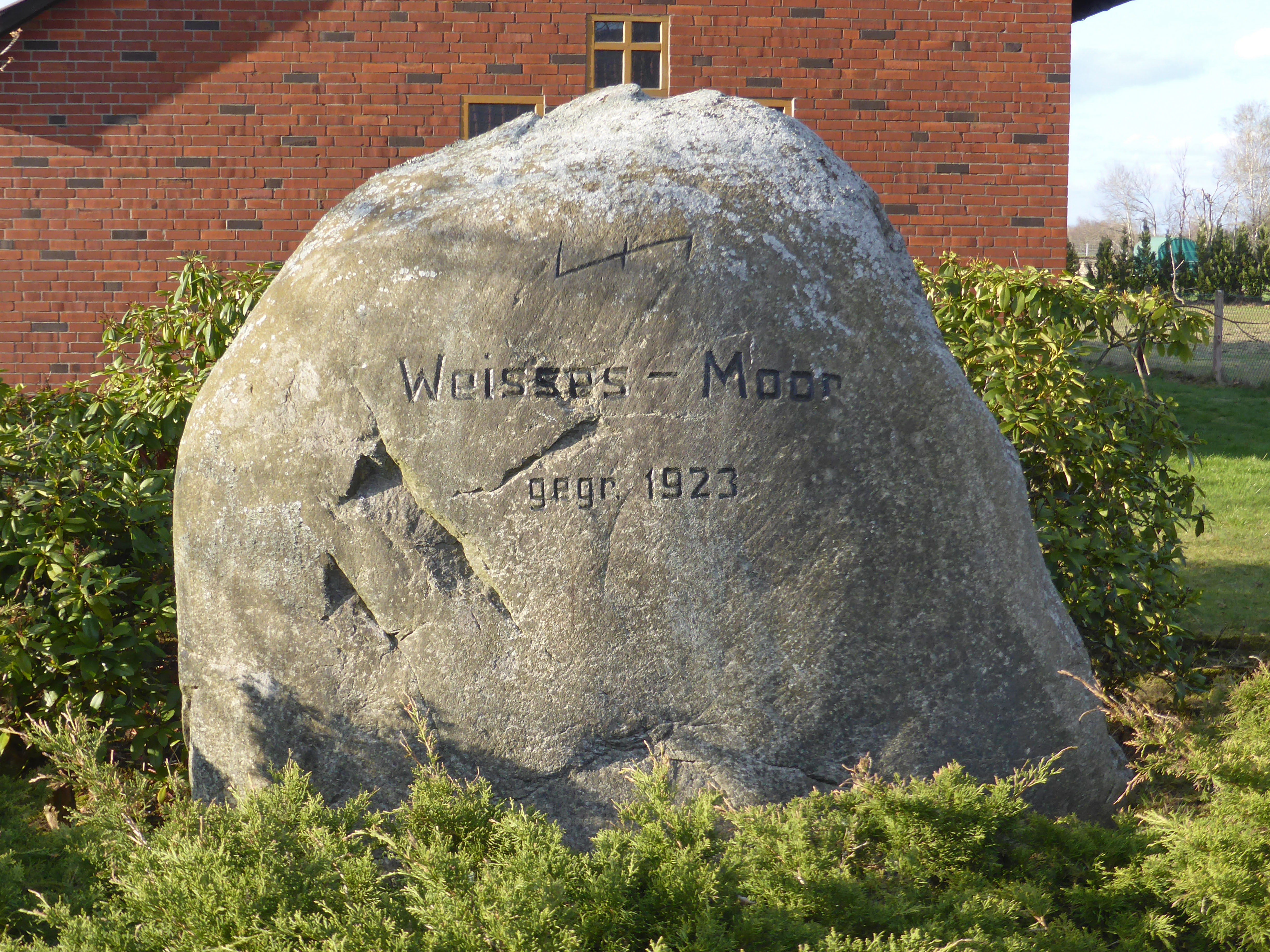
Gedenkstein
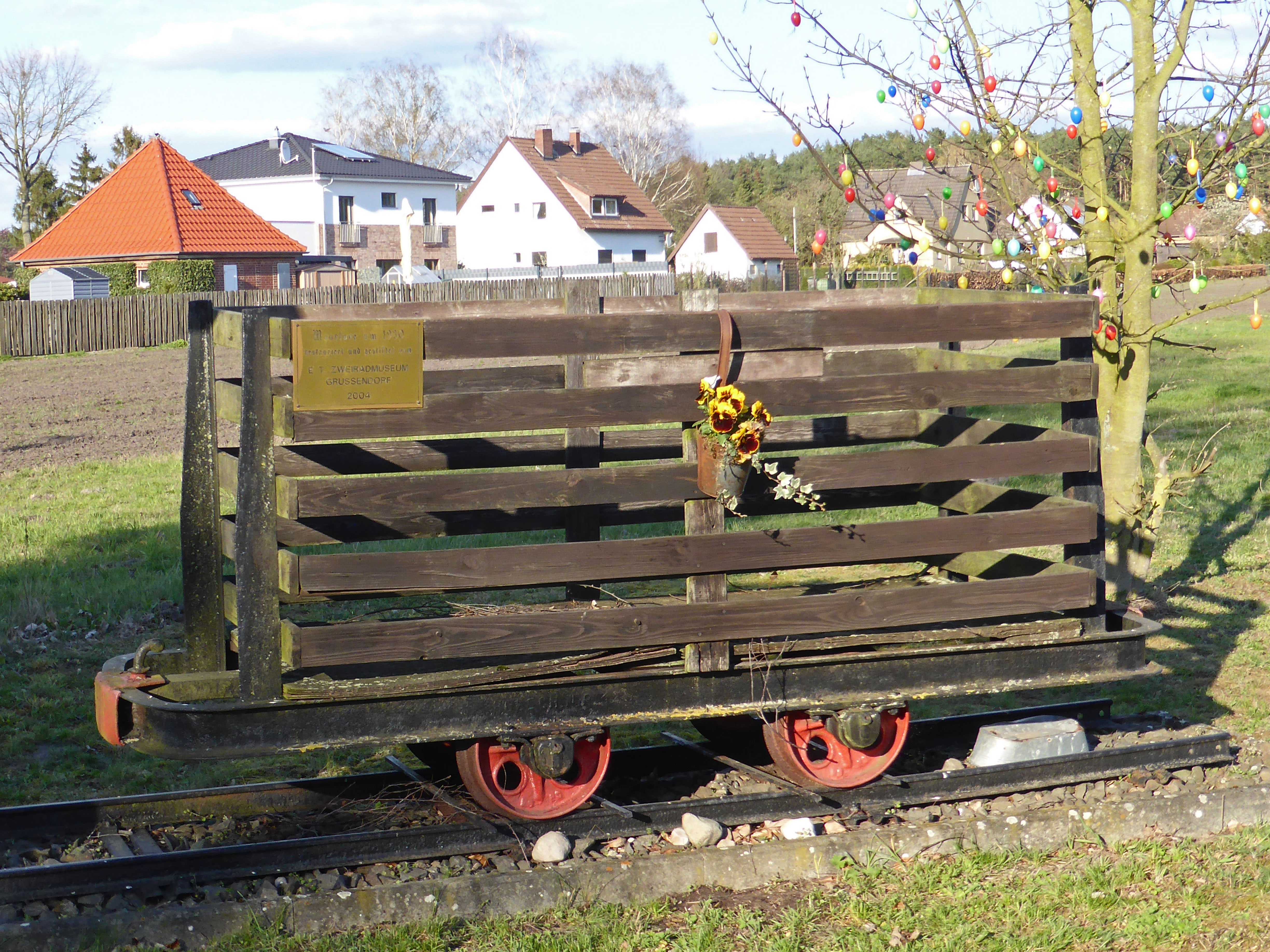
Moorlore
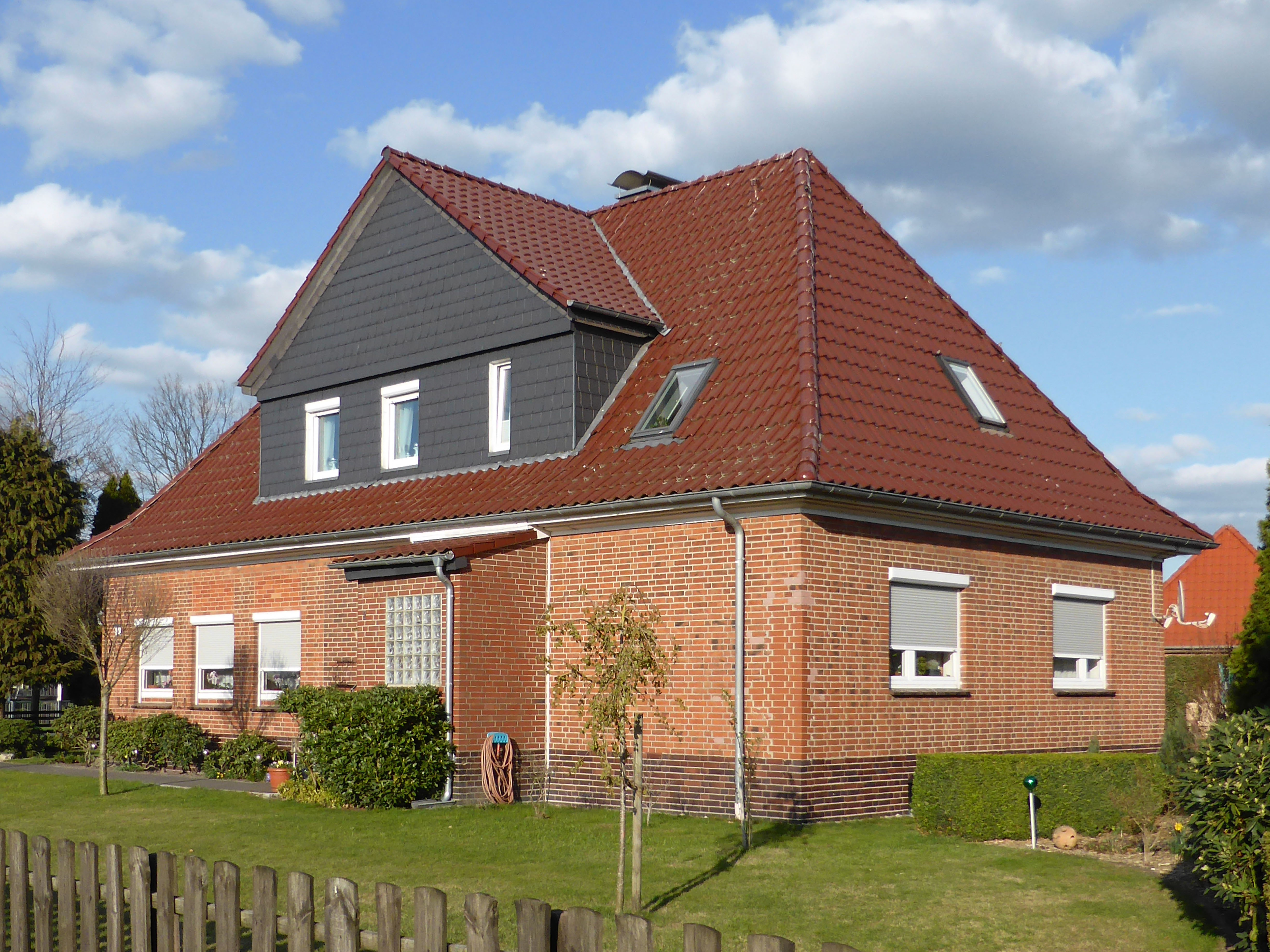
Ehemalige Schule
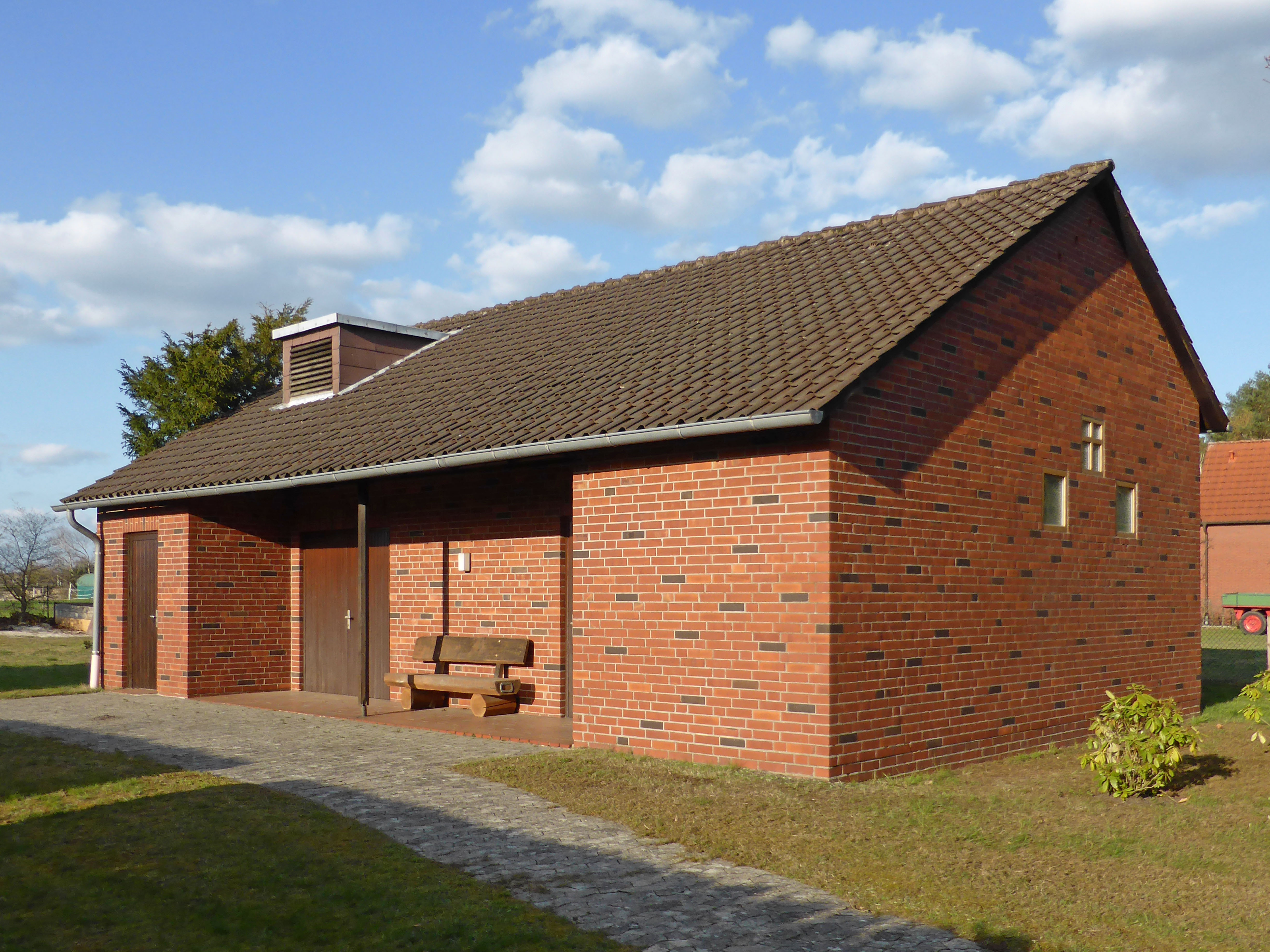
Friedhofskapelle